# Дада Залмаев
Да́да Залма́ев, также известен как Дада Алимов (чечен. Залмин Дада; 1849, Чубах-Кенерой, Чечня — 18 марта 1878, Грозный, Терская область) — один из руководителей восстания в Чечне и Дагестане (1877).

## Биография
Родился в 1849 году в селении Чубах-Кенерой в семье Алима Базакаева из тайпа Чубахкинарой. Алим умер от ранений, полученных в сражении с царскими войсками в лесах Ичкерии в 1852 году. Мать Дады‚ Залма, после гибели мужа вернулась в дом своего отца в аул Элистанжи‚ где Дада прожил с матерью до своего совершеннолетия. Позже вернулся в Чубах-Кенерой‚ где стал старшиной.

### Восстание

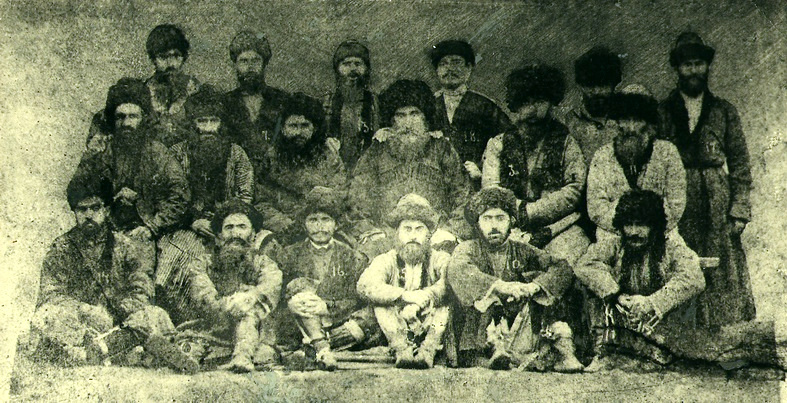
Фотография, сделанная в крепости Грозная после приговора, зачитанного военно-полевым судом в декабре 1877 года. В центре – Ума-Хаджи, слева от него – Алибек-Хаджи. Спереди Алибека – Дада Залмаев.

13 апреля 1877 года в лесу рядом с аулом Саясан состоялось совещание с участием 60 человек из различных чеченских селений‚ на котором было принято решение поднять восстание и был избран имамом Чечни Алибек-Хаджи Алдамов. Залмаев вместе с Солтамурадом Беноевским и рядом других деятелей, известных со временем Имамата, руководил подготовкой восстания. Участник восстания, бывший секретарём имама Алибека-Хаджи Раасу Гойтукаев (1841—1927), в своей летописи так описывает начало и причины восстания:
«В понедельник ночью, в первый день месяца раби-ал-аввал 1294 года чеченского летоисчисления или 1877 годы русского летоисчисления, в месте «СаврагӀан мохк», собрав тайно людей, Албик-хаджи провел заседание. Албик-хаджи поднял вопрос о препятствиях, чинимых царем Александром ІІ мусульманской религии и шариату, а также о других запретах. В то время царские власти оповестили о том, что в мечетях запрещается читать громкие зикры, хаджиям носить халаты и чалмы паломников, а также большим скоплениям людей собираться в толпы для вызывания дождя, или в иных местах. Люди, присутствовавшие на данном собрании, и особенно Албик-хаджи, сочли все эти запрещения несовместимыми с шариатом, подвергли бурному обсуждению и, договорившись, приняли решение избрать Албика-хаджи имамом, и, укрепляя его власть, назначить во всех местах его наибов, а ровно через две недели, в понедельник днем Албик-хаджи благословил дело молитвой»
Восстание в Чеберлое под руководством Дады Залмаева началось 28 апреля.
2 мая в верховьях реки Аргун рядом с селением Богачерой состоялось сражение восставших горцев под предводительством Дады Залмаева с царским отрядом полковника Лохвицкого, которое закончилось без определенного успеха для обеих сторон. После этого Залмаев ушел в леса, а царские войска отступили к Шаро-Аргуну. Вскоре повстанцы под руководством Дады Залмаева разгромили царский отряд рядом с аулом Улус-Керт. Однако Залмаев не сумел развить успех: полковник Лохвицкий преградил ему путь у аула Дачу-Борзой. После короткого боя Залмаев отступил к Нижалою.
31 мая 1877 года Залмаев со своим отрядом спустился к Шаро-Аргуну, где произошёл бой с отрядом царских войск под командованием полковника Накашидзе. 12 июля на помощь чеберлоевцам прибыл имам Алибек-Хаджи. Одновременно с этим к повстанцам присоединился Ума Дуев, пользовавшийся значительным влиянием в народе. После этого к восстанию присоединились зумсоевцы и химоевцы и весь Аргунский округ.
Царское командование, пытаясь расправиться с восстанием руками чеченцев, назначило награду за главарей повстанцев: за Алибека-Хаджи — несколько тысяч рублей, за Даду Залмаева — несколько сот рублей, за рядовых участников — 25 рублей. Однако эта затея оказалась неудачной, в рапорте командующего войсками сообщается, что «охотников нашлось очень немного».
Подавление восстания в Аргунском округе заняло всю вторую половину июля и отмечалось жестокостью; были сплошь уничтожены аулы и посевы Чеберлоевского участка. Жители вынуждены были скрываться в горах.
В первой половине октября восстание в Чечне было подавлено. 12 октября Дада Залмаев и другие руководители восстания ушли в Дагестан, где продолжались столкновения с царскими войсками. 3 ноября пал последний оплот повстанцев — аул Согратль. Залмаев вместе с другими лидерами восстания попал в плен.
На состоявшемся с 4 по 8 марта в Грозном военно-полевом суде 11 участников и руководителей восстания были приговорены к смертной казни. Услышав приговор, Дада Залмаев сказал: «Я не удивлюсь тому, что вы меня повесите. Если бы мы победили, то и я повесил бы русского царя». В 6 часов утра 9 марта 1878 года осуждённые были повешены и зарыты в общей яме на месте казни.

### Семья
Известно, что у Дады Залмаева было две жены: Бацци, 1847 года рождения, и Зарбат, 1851 года рождения. Две дочери: Айбика и Альбика, обе 1866 года рождения, и сын Давлетгири, который был имамом в Чубах-Кенерое и умер во время какой-то эпидемии в 1909 году.